# マメモン
マメモンはデジタルモンスターシリーズに登場する架空の生命体・デジタルモンスターの一種。

## 概要
Ver.1の完全体として初登場。ドット絵では幼年期デジモンのように見えるが実力は強くそのギャップが初期のデジタルモンスターの世界観を作り出していた。
デザインがシンプルであるためか、ファンからのオリジナルデジモン募集イベントではこれまでにこのデジモンの亜種が二作品採用されている。
名前の由来は豆だが、豆のように小さくて丸いからであり植物型ではない。

## 種族としてのマメモン
過酷な環境に置かれ突然変異を引き起こし強力な進化を遂げた完全体デジモン。「スマイリーボマー（=微笑みの爆撃種）」の異名を持ち、体つきが小さく丸く可愛らしいため侮られやすいが他の完全体と同等以上の戦闘能力を持つ。拳は着脱可能な爆弾になっている。

### 基本データ
- 世代/完全体
- タイプ/突然変異型
- 属性/データ
- 必殺技/スマイリーボム
- 得意技/ワンツーラッシュ
- 勢力/アンノウン

### X抗体版
- 通常技/ボムシング

マメモンが「X抗体」を取り込んで道なる力を引き出した姿。若干手足が伸びており、その拳は取り外さなくともパンチを繰り出すだけで小規模な爆発を起こせるようになっている。姫野かげまるによってデザインされた。

### 亜種・関連種・その他
- サンダーボールモン

成熟期。マメモン系の一種、進化前であると推測されている。
- メタルマメモン

完全体。サイボーグ化して戦闘力を強化したマメモンだが、ギガドラモンのように機動力が下がったため、実力はマメモンと互角。
- ビッグマメモン

完全体。マメモンの親玉または集合体と言われている。
必殺技の『ビッグスマイリーボマー』は攻略本に書かれていたマメモンの愛称『スマイリーボマー』を技名と勘違いした発案者によって付けられた名前である。
- プリンスマメモン

究極体。王族のデータを取り込み進化したマメモン。
- マメティラモン

完全体。ティラノモン系デジモンのデータを取り込んだマメモン。非常に凶暴な性格で、縄張りに侵入すると問答無用で攻撃を仕掛けてくる。
- トノサママメモン

究極体。時代劇のデータを取り込んで進化したマメモン。性格は温厚でいつもおどけては周囲のデジモンを笑わせている。
- キャッチマメモン

完全体。ファイル管理ソフトのデータを取り込んだマメモン。クレーンゲームのような乗り物に乗っており、デジタマを管理することを使命だと思っている。
- バンチョーマメモン

究極体。デジタルワールドにわずか数体しかいない「バンチョー」の称号を持つデジモンの1体で、数多くの仲間を引き連れた「豆門連合」を率いている。

## 登場人物としてのマメモン
- デジモンアドベンチャー02 - 第41話に登場。メタルマメモン・ビッグマメモンと共にベルサイユ宮殿を乗っ取った。
- デジモンフロンティア - 第41話に登場。一族で豆の木村という集落を形成し、中には老人のような姿の個体もいた。
- デジモンワールド2 - シルバークロスのリーダー・バンダールがメタルマメモン・プリンスマメモンとともに使役する。台詞などは特にない。